# Лапинская авантюра
«Лапинская авантюра» — устоявшееся в литературе название попытки военного переворота, совершенной в Вятке 12 марта 1918 года, в рамках которой сторонники начальника гарнизона города Мелентия Григорьевича Лапина попытались захватить власть. Силы, противостоявшие «лапинцам» — при поддержке Уральского областного исполкома — смогли подавить выступление.